# Касик
Каси́к (кацик, исп. Cacique, Cazique, женская форма — каси́ка, исп. Cacica) — культурно-исторический термин. Первоначально так назывались вожди на языке таино, коренного населения Антильских островов аравакской группы, которые первыми из индейцев вступили в контакт с европейцами (испанцами). Позднее испанские колонизаторы стали использовать данное слово для всех индейских правителей.
Кроме того, в новое и новейшее время в некоторых странах Латинской Америки и в Испании так называют влиятельных политиков местного масштаба, весьма именитых персон. Система управления, при которой центральное правительство осуществляет свою власть на местах при помощи касиков, получила название касикизма.